# Velatice
Velatice (deutsch Welatitz, früher Wellatitz) ist eine Gemeinde in Tschechien. Sie liegt elf Kilometer östlich des Stadtzentrums von Brno und gehört zum Okres Brno-venkov.

## Geographie
Velatice befindet sich am südlichen Fuße des Drahaner Berglandes in der Thaya-Schwarza-Talsenke. Das Dorf liegt beiderseits des Baches Roketnice. Nordöstlich erhebt sich der Na Krátkých (352 m), im Südosten der Santon (296 m), südlich der Žuráň (286 m), im Westen die Nová hora (324 m) und nordwestlich die Stará hora und Ořechová hora. Südlich führt die Autobahn D1/E50/E462 vorbei, deren nächste Ausfahrten 210 bzw. 203 bei Holubice und Podolí liegen. Gegen Nordosten befindet sich das Zementwerk des Unternehmens Českomoravský cement.
Nachbarorte sind Horákov und Mokrá im Norden, Sivice im Nordosten, Tvarožná im Südosten, Maxlůvka, Rohlenka, Jiříkovice und Šlapanice im Süden, Bedřichovice und Podolí im Südwesten sowie Truksův Mlýn, Pernikářův Mlýn und Líšeň im Westen.

## Geschichte
Das Tal der Roketnice ist seit dem Jungpaläolithikum besiedelt. Auf den Fluren der Gemeinde wurden zudem vier Siedlungen von Ackerbauern und Hirten aus dem Neolithikum gefunden. Weitere Funde sind der Glockenbecherkultur, Aunjetitzer Kultur und Mitteldonauländischen Hügelgräberkultur zuzuordnen. Die bedeutendste Fundstätte stammt aus der Spätbronzezeit. Auf der Flur Zadní půllány bei Maxlůvka entdeckte Přemysl Ondráček 1924 ein Brandgrab, das wahrscheinlich als Hügelgrab angelegt war. Nach diesem Fund wurde die Kulturgruppe Velatická kultura benannt. Jüngere Funde sind der Kritschener und der Horákover Kultur zuzuordnen. Eine weitere Siedlungsstätte entstand etwa um 400 v. Chr. Seit dem Beginn der Zeitrechnung siedelten hier bis zur Völkerwanderung germanische Stämme. An der Kuppe Žuráň wurde 1853 ein großer Grabhügel mit einigen, ursprünglich reich ausgestatteten Gräbern aus der Zeit der Völkerwanderung entdeckt, die bald nach ihrer Errichtung ausgeraubt worden sind. Zwischen 1948 und 1950 erfolgte eine teilweise Untersuchung der Grabstätte auf dem Žuráň. Dabei wurde festgestellt, dass in den Gräbern Angehörige der Oberschicht eines germanischen Stammes bestattet sind. Der Brünner Frühgeschichtler Josef Poulík geht davon aus, dass der zum Ende des 5. und Anfang des 6. Jahrhunderts angelegte 14 m hohe Grabhügel die Grabstätte des um 539 verstorbenen langobardischen Herzogs Wacho ist. Einige andere Historiker vermuten darin eher die Grablege des herulischen Stammesfürsten Rudolf.
Die erste schriftliche Erwähnung des Dorfes erfolgte in einer am 30. Mai 1288 ausgestellten Schenkungsurkunde des böhmischen Königs Wenzel II. an den obersten Hofschreiber Mährens, Veleslav. Im Jahre 1321 gehörte Velatice der Königin Elisabeth Richza, die das Dorf 1323 dem von ihr gegründeten Zisterzienserinnenkloster Aula Sanctae Mariae in Altbrünn stiftete. Während der Hussitenkriege fand am 17. Mai 1430 um Šlapanice eine Schlacht statt, bei der die Hussiten unterlagen. Nachdem Mähren Georg von Podiebrad nicht als Landesverwalter anerkannte, fiel 1449 der dessen Gefolgsmann Jan von Boskowitz in die Gegend ein. In den Jahren 1468 und 1469 wurde Velatice zweimal von Truppen des Ungarnkönigs Matthias Corvinus heimgesucht. Während des Dreißigjährigen Krieges zogen 1645 im Zuge der Belagerung Brünns durch den General Torstensson schwedische Truppen durch Velatice und verwüsteten den Ort. Im Hufenregister von 1656 sind für Velatice 18 Anwesen ausgewiesen, drei davon lagen wüst. Im Jahre 1714 kaufte Johann Christian von Freienfels die Dörfer Wellatitz und Bosenitz auf und schloss sie an seine Herrschaft Lösch an. 1733 bestand das Dorf aus sechs Bauernwirtschaften, elf Halbhüfnern und zwei Kötnern. In den Jahren 1742 und 1744 durchzogen preußische Truppen den Ort. Am 17. August 1769 fuhr Kaiser Joseph II. auf dem Wege nach Slavíkovice, wo er ein Feld beackerte, durch Velatice. 1790 lebten in den 32 Häusern des Dorfes 163 Menschen. Am 21. Dezember 1798 besetzte der russische General Suworow mit 24000 Mann die Gegend von Šlapanice. Die Russen lagerten hier bis zum 9. Januar 1799 und verbrauchten die gesamten Vorräte der Bewohner; nach ihrem Abzug brach eine Not aus. In den Tagen vor der Schlacht bei Austerlitz wurde Velatice Ende 1805 von französischen Truppen geplündert. 1809 zogen erneut die Franzosen durch das Dorf. Im Jahre 1819 vermachte Franz Ritter von Freienfels die Dörfer Wellatitz und Bosenitz an Eduard Graf Belcredi. 1834 bestand Velatice aus 43 Häusern und hatte 260 Einwohner.
Nach der Aufhebung der Patrimonialherrschaften bildete Velatice/Welatitz ab 1850 eine politische Gemeinden in der Bezirkshauptmannschaft Brünn. Während des Deutschen Krieges lagerte 1866 bei Velatice einen Monat das Regiment des Erzherzogs Stefan. 1869 hatte die Gemeinde 418 Einwohner, 1890 lebten in den 83 Häusern des Dorfes 495 Personen. 1896 entstand in Velatice eine Abteilung des Turnvereins Sokol Lösch. Zwischen 1897 und 1899 erfolgte der Bau der Bezirksstraße von der Maxlowka nach Mokrau. Im Jahre 1901 lebten in dem Dorf 525 Menschen. Die Freiwillige Feuerwehr gründete sich 1908. Im Jahre 1921 wurde Velatice dem neu gebildeten Okres Brno-venkov zugeordnet. Zwischen 1950 und 1960 gehörte die Gemeinde zum Okres Brno-okolí, ab 1961 wieder zum Okres Brno-venkov. Der alte Hohlweg nach Horákov wurde 1957 untergeackert. 1961 wurde nach dreijähriger Bauzeit der Kindergarten eingeweiht. Zwischen 1980 und 1990 war Velatice nach Mokrá-Horákov eingemeindet.

## Gemeindegliederung
Für die Gemeinde Velatice sind keine Ortsteile ausgewiesen. Zu Velatice gehört die Einschicht Maxlůvka (Maxlowka).

## Sehenswürdigkeiten
- Kapelle der hl. Anna am Dorfplatz, erbaut 1909
- Naturdenkmal Vinohrady, südwestlich des Ortes
- Naturdenkmal Velatická slepencová stráň, südlich von Velatice